# Orlândia (ort)
Orlândia är en ort i Brasilien.   Den ligger i kommunen Orlândia och delstaten São Paulo, i den sydöstra delen av landet, 500 km söder om huvudstaden Brasília. Orlândia ligger 700 meter över havet och antalet invånare är 44 766.
Terrängen runt Orlândia är lite kuperad. Runt Orlândia är det ganska glesbefolkat, med 42 invånare per kvadratkilometer.. Orlândia är det största samhället i trakten.
Runt Orlândia är det i huvudsak tätbebyggt.